# Baufachschule Kaunas
Die Baufachschule Kaunas (litauisch Kauno statybininkų rengimo centras, KSRC; englisch Kaunas builders training centre) ist ein Werkschulheim mit einer allgemeinbildenden Gymnasial-Abteilung in der zweitgrößten litauischen Stadt Kaunas. Sie ist die drittgrößte Berufsschule im  Bezirk Kaunas.  Die Rechtsform ist biudžetinė įstaiga. Das Bildungszentrum entstand aus drei ehemaligen Berufsschulen in Sowjetlitauen. Im Zentrum lernen etwa 1.000 Schüler. Das Zentrum befindet sich im Stadtteil Dainava.

## Geschichte
Das heutige Berufsbildungszentrum wurde 1991 gegründet. Davor gab es drei einzelne Berufsschulen: die 36. Berufsschule Kaunas (Kauno 36-oji profesinė mokykla), die 49. Berufsschule Kaunas (Kauno 49-oji profesinė mokykla) und die 19. Berufsschule Kaunas (Kauno 19-oji profesinė mokykla). 1991 fusionierten alle diese Schulen und auf Erlass des litauischen Bildungsministers wurde eine neue Bildungsorganisation errichtet. Am 16. März 2002 wurde das erste litauische sektorale Zentrum für praktische Ausbildung gegründet. Seit 2012 wird das Berufsbildungszentrum für Automechaniker errichtet. 2014 wurde eine moderne Sportstätte für Gymnastik am KSRC errichtet.
Das Zentrum strebt an, in der Zukunft ein technologisches Gymnasium zu werden.

## Mitarbeiter
Im Zentrum gibt es insgesamt 190 Mitarbeiter.  76 davon sind Pädagogen (früher 86): 34 Lehrer der allgemeinen Bildung und 42 Berufslehrer.

## Struktur
Das Zentrum verfügt über fünf Abteilungen (Geschäftsbereiche):
- Gymnasium
- Transport
- Metall
- Holz und Bau (Wood processing and construction)
- Kleinunternehmensorganisation (Small business organizing).

## Berufsbildung
Die Schule erteilt eine Ausbildung für folgende Berufe: Fertigungsarbeiter, Bauarbeiter, Tischler, Möbelhersteller, Spezialisten der Wärmedämmung von Gebäuden, Automechaniker, Installateure, Schweißer, EDV-Anlagen-Spezialisten, Logistiker, Spediteure, Verkäufer von IT-Systemen, Kleinunternehmer und Dienstleister-Kleinunternehmer.
In die Gymnasiumsabteilung werden Schüler nach Abschluss der achten Klasse oder nach dem Hauptschulabschluss (zehnte Klasse) aufgenommen. In zwei Jahren wird die Hochschulreife erworben. Dann ist das Studium an den Fachhochschulen (Kollegien) und an anderen Hochschulen (einschließlich Universitäten) nach dem Abitur möglich.
2014 besuchten 927 Schüler die Schule, jährlich gibt es 347 Absolventen (2011). Den Schülern wird ein monatliches Stipendium von 100 Lt (30 Euro) gezahlt.

## Erwachsenenbildung
Zum Ausbildungszentrum gehört neben der allgemeinbildenden, gymnasialen und der Berufsbildung die Erwachsenenbildung und Umschulung. 1992 begann man mit  verschiedenen Ausbildungsprogrammen für Arbeitslosen. In den nachfolgenden 10 Jahren nach einem Kooperationsvertrag mit den Arbeitsämtern der litauischen Arbeitsbörse am Sozialschutz- und Arbeitsministerium trainierte man mehr als 1.500 Erwachsene. Während der Zusammenarbeit mit 11 Arbeitsämtern der Stadtgemeinde Kaunas und Region Kaunas (Bezirk Kaunas) wurden mehrere Arbeitslosen nach den formalen und nicht-formalen Erwachsenenbildungsprogrammen ausgebildet.

## Sektorales Zentrum für praktische Ausbildung
Am 16. März 2002 wurde das erste litauische sektorale Zentrum für praktische Ausbildung (sectoral practical training centre, SPTC) im Bereich Holz-Technologien und Möbelproduktion nach dem nationalen praktischen Berufsbildungsentwicklungsprogramm (2008) auf der Grundlage des Konzepts für sektorale praktische Ausbildungszentren (2007) und dem Entwicklungsprogramm (2008) gegründet. Das Hauptziel war es sicherzustellen, dass die Lernenden  praktische Fähigkeiten nach Bedürfnissen des Arbeitsmarktes gewinnen und Erfahrungen mit den neuesten Technologien und Ausrüstungen sammeln. Dabei erfolgte die Umsetzung von modularen Schulungsprogramme, die Erhöhung der Weiterbildungsdienstleistungen, regelmäßige Erneuerung der Qualifikation für Trainer und Bildungsmanager und die Einführung von Qualitätsmanagementsystemen. Das ermöglichte eine qualitativ hochwertige Holzfachausbildung der Tischler, Möbelhersteller und anderer Holzarbeiter zu gewährleisten. Im Zentrum werden nicht nur die Schüler von KSRC unterrichtet, sondern auch Schüler anderer litauischen Berufsschulen, sogar die Studenten der Fachhochschulen und Universitäten bei den einschlägigen Studienprogrammen, um bestimmte Fähigkeiten zu erwerben oder  zu verbessern.
Der Projektpartner war Ukmergės technologijų ir verslo mokykla. Im Laufe von zwei Jahren wurde im Rahmen des europäischen Projekts die Infrastruktur  wieder aufgebaut und erweitert. Die Werkstatt mit mehr als 4000 m² wurde renoviert. Man erwarb mehr als 100 Stück der Ausrüstung. 
Die Gesamtkosten des Projekts betrugen  23 Millionen Litas (6,7 Millionen Euro). Für die Holzmöbel-Produktionstechnologie und die Ausbildungswerkstatt wurden mehr als 8,2 Millionen Litas (2,4 Millionen Euro) ausgegeben. Man kaufte die Ausrüstung für 7,7 Millionen  LTL (2,23 Millionen Euro). Das Zentrum wurde vom  Europäischen Zentrum für die Förderung der Berufsbildung (Cedefop) finanziert. Ein ähnliches Ausbildungszentrum wurde auch in Ukmergė eröffnet.

## Projekte

### 2007–2008
- The Development of regional innovative plumbing and welding technologies center infrastructure, finanziert vom Europäischen Fonds für regionale Entwicklung (ERDF) und kofinanziert von Republik Litauen
- Creation and publication of teaching and studying material for students of plumbing and welding, finanziert von ERDF und kofinanziert von Republik Litauen
- Qualitative renewal, implementation and internal quality security of teaching programs, finanziert vom Europäischen Sozialfonds (ESF) und kofinanziert von Republik Litauen
- Creation and introduction of professional training continuity system implementing technological study programs, finanziert von ESF und kofinanziert von Republik Litauen
- EU Socrates-Comenius 1.3 program “E-learning practice in secondary schools”
- Project of European schools cooperation program “Physics is interesting and important”
- Good practice: Career guidance; Benchmarking tool for quality assurance in VET (BEQUAL), Projekt  der Europäischen Kommission[16]

### Bilaterale Projekte
- Lettland: Improvement of the vocational education according to the needs of labour market  Programme 2007–2013:  Lettland-Litauen (LV-LT); Projektwert von 1,2 Millionen Euro[17]
- Norwegen: „Training of freezing equipment mechanics in Lithuania“, (mit Oslo Sogn school und Firmen „Energi & Miljo“, JSC „Genys“)
- Norwegen: „Building of Norwegian house in Lithuania using new technologies“ (mit Vestby vocational school und Firma JSC „Lausta“)
- Norwegen: „Development of areas of energy saving, ventilation and air conditioning systems“ (Oslo Sogn School, Firma „Energi & Miljo“)
- Deutschland:  „Establishment of modular wood processing centre“ (finanziert von Bundesministerium für Bildung und Forschung):

KSRC wurde mit 12 neuen italienischen Maschinen der Holzverarbeitung versorgt. Drei mechanisierte Werkstätten der Holzverarbeitung wurden eingerichtet. Die Lehrer der Schule verbesserten ihre beruflichen Fähigkeiten in Deutschland und Polen und erstellten und veröffentlichten  später das Lehrmaterial.

## Partner
- Litauen: Fakultät für Design und Technologien der Technischen Universität Kaunas
- Litauen: Fakultät für Economics and Management der Technischen Universität Kaunas
- Litauen: Fakultät für Mechanik und Mechatronik der Technischen Universität Kaunas
- Litauen: Technisches Kollegium Kaunas
- Litauen: Kollegium Kaunas[18]
- Litauen: Kolping-Kollegium
- Litauen: „Santara“-Gymnasium Kaunas
- Finnland: Northern Savo Vocational School, Finnland
- Norwegen: Vestby School, Norwegen
- Deutschland: Staatliche Gewerbeschule Kraftfahrzeugtechnik Hamburg